# John Monson (2e baronnet)
Pour les articles homonymes, voir Monson.
John Monson, 2e baronnet (1599 - décembre 1683) est un propriétaire foncier et homme politique anglais qui siège à la Chambre des communes en 1625 et 1626.

## Biographie
Il est né dans la paroisse de St Sepulchre, à Londres, fils de Thomas Monson (1er baronnet) de South Carlton, dans le Lincolnshire et de son épouse, Margaret Anderson, fille d'Edmund Anderson (juge) (en). Il étudie le droit. En 1625, il est élu député de Lincoln. Il est élu député du Lincolnshire en 1626. Il est nommé chevalier de l'ordre du Bain lors du couronnement du roi Charles Ier le 2 février 1627.
En mai 1641, il succède à son père comme baronnet. Lorsque la guerre civile éclate, il se retire à Oxford où il reçoit un DCL de l'Université d'Oxford le 1er novembre 1642. En 1645, il acquiert le domaine de Broxbourne grâce à l'héritage de sa femme et y réside par la suite. Il est préoccupé par la reddition de la garnison royaliste à Oxford à l'armée parlementaire en 1646.
Il meurt à l'âge de 84 ans et est enterré à South Carlton le 29 décembre 1683. Sa veuve y est enterrée le 10 décembre 1692.
Il épouse vers 1625 Ursula Oxenbridge, fille de Robert Oxenbridge de Hurstbourne Priors, Hampshire et de son épouse Elizabeth Cook, fille de Henry Coke de Broxbourne. Il est le père de John Monson et est remplacé par son petit-fils Henry Monson (3e baronnet).